# Hylophilus brunneiceps
El  verdillo cabecicastaño (Hylophilus brunneiceps), también denominado verderón amazónico (en Colombia), verderón cabecicastaño (en Venezuela) o vireillo de cabeza castaña, es una especie de ave paseriforme de la familia Vireonidae perteneciente al género Hylophilus. Es nativo de la región norte-amazónica de América del Sur.

## Distribución y hábitat
Se distribuye por el sur de Venezuela (Amazonas y Bolívar), este de Colombia (este de Vichada, Guainía y Vaupés) y noroeste de Brasil (cuenca del río Negro en Roraima y norte de  Amazonas, hacia el este hasta la orilla occidental del río Negro, cerca de Manaus).
Esta especie es considerada poco común y local en su hábitat de matorral de várzea y bosques de suelo arenoso, abajo de los 200 m de altitud.

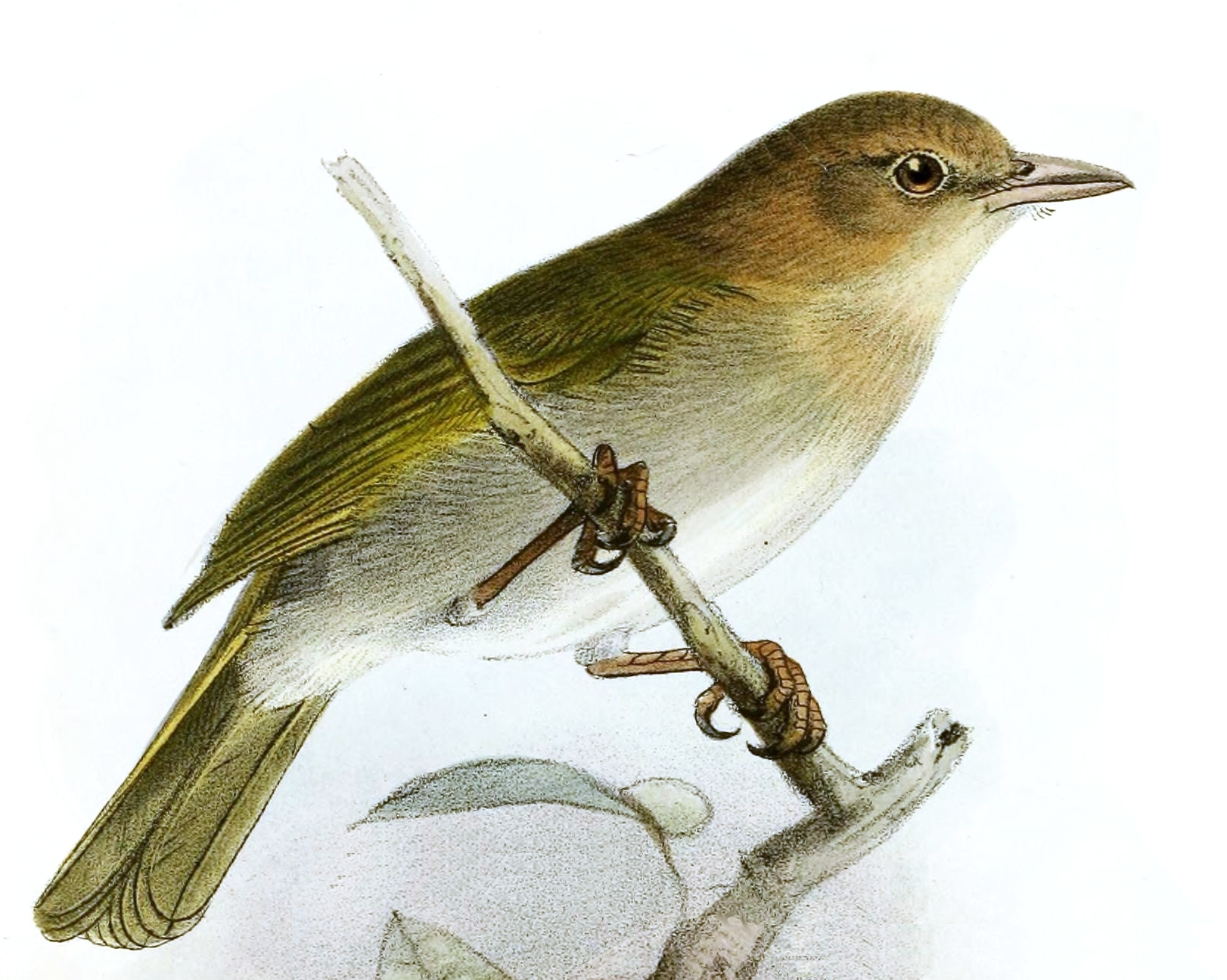
Hylophilus brunneiceps, ilustración de Keulemans, para The Ibis, 1881.